# Currensy
Currensy (stylizowane także jako Curren$y), właściwie Shante Scott Franklin (ur. 4 kwietnia 1981 w Nowym Orleanie) – amerykański raper. Jest młodszym bratem rapera Mr. Marcelo. Członek i założyciel grupy Jet Life.

## Dyskografia
Opracowano na podstawie źródła.
- This Ain't No Mixtape (2009)
- Jet Files (2009)
- Pilot Talk (2010)
- Pilot Talk II (2010)
- Covert Coup (2011)
- Weekend At Burnie's (2011)
- Muscle Car Chronicles (2012)[3]
- The Stoned Immaculate (2012)
- Pilot Talk III (2015)